# 第2企画工場
第2企画工場（だいにきかくこうじょう）は、2017年10月5日（4日深夜）から2019年3月21日まで、テレビ朝日の木曜日2:24 - 2:54（水曜日深夜）放送された、バラエティ番組中心テレビ放送枠であり、深夜番組レーベルの名称。

## 概要
他の特別番組の放送枠より深い時間帯で、他の深夜番組と比較してもより挑戦的な新企画のバラエティ番組を前後編の2週毎に放送する単発特別番組枠。
2018年秋の改編で『お願い!ランキング』が5分繰り下げ・2分縮小と同時に、3分繰り下がった。

## ラインナップ
放送日付はJST。
| 放送年 | 放送日   | 放送時間    | 番組名                                                    | 主な出演者 | 主な出演者 |
| ------ | -------- | ----------- | --------------------------------------------------------- | --- | --- |
| 2017年 | 10月05日 | 2:25 - 2:55 | バーチャルドキュメント 夢見るVR                           | りゅうちぇる、ぺこ | りゅうちぇる、ぺこ |
| 2017年 | 10月12日 | 2:21 - 2:51 | バーチャルドキュメント 夢見るVR                           | りゅうちぇる、ぺこ | りゅうちぇる、ぺこ |
| 2017年 | 10月19日 | 2:55 - 3:25 | 世界はたった6人でつながる                                 | 小峠英二（バイきんぐ） | 小峠英二（バイきんぐ） |
| 2017年 | 10月26日 | 2:36 - 3:06 | 世界はたった6人でつながる                                 | 小峠英二（バイきんぐ） | 小峠英二（バイきんぐ） |
| 2017年 | 11月02日 | 2:21 - 2:51 | 日本人だけが知らない!?NIPPONのニュース                    | 高橋茂雄（サバンナ）、大木優紀（テレビ朝日アナウンサー）                                                                                     | 高橋茂雄（サバンナ）、大木優紀（テレビ朝日アナウンサー）                                                                                     |
| 2017年 | 11月09日 | 2:21 - 2:51 | 日本人だけが知らない!?NIPPONのニュース                    | 高橋茂雄（サバンナ）、大木優紀（テレビ朝日アナウンサー）                                                                                     | 高橋茂雄（サバンナ）、大木優紀（テレビ朝日アナウンサー）                                                                                     |
| 2017年 | 11月16日 | 2:21 - 2:51 | クイズ!何で怒ってるんでしょうか⁉                          | 河西歩果、小峠英二（バイきんぐ）、須藤凜々花、矢幡洋                                                                                         | 河西歩果、小峠英二（バイきんぐ）、須藤凜々花、矢幡洋                                                                                         |
| 2017年 | 11月23日 | 2:21 - 2:51 | クイズ!何で怒ってるんでしょうか⁉                          | 河西歩果、小峠英二（バイきんぐ）、須藤凜々花、矢幡洋                                                                                         | 河西歩果、小峠英二（バイきんぐ）、須藤凜々花、矢幡洋                                                                                         |
| 2017年 | 11月30日 | 2:21 - 2:51 | 議事録見せて下さい!                                       | 島本真衣（テレビ朝日アナウンサー）、伊集院光、澤部佑（ハライチ）、モーリー・ロバートソン                                                     | 島本真衣（テレビ朝日アナウンサー）、伊集院光、澤部佑（ハライチ）、モーリー・ロバートソン                                                     |
| 2017年 | 12月07日 | 2:25 - 2:55 | 議事録見せて下さい!                                       | 島本真衣（テレビ朝日アナウンサー）、伊集院光、澤部佑（ハライチ）、モーリー・ロバートソン                                                     | 島本真衣（テレビ朝日アナウンサー）、伊集院光、澤部佑（ハライチ）、モーリー・ロバートソン                                                     |
| 2017年 | 12月14日 | 2:21 - 2:51 | おバカ撲滅!最低限教えます!                                | 向井慧（パンサー）、岸博幸、堀潤、渋谷凪咲（NMB48）、いかちゃん、ぺえ、都築拓紀（四千頭身）                                                  | 向井慧（パンサー）、岸博幸、堀潤、渋谷凪咲（NMB48）、いかちゃん、ぺえ、都築拓紀（四千頭身）                                                  |
| 2017年 | 12月21日 | 2:21 - 2:51 | おバカ撲滅!最低限教えます!                                | 向井慧（パンサー）、岸博幸、堀潤、渋谷凪咲（NMB48）、いかちゃん、ぺえ、都築拓紀（四千頭身）                                                  | 向井慧（パンサー）、岸博幸、堀潤、渋谷凪咲（NMB48）、いかちゃん、ぺえ、都築拓紀（四千頭身）                                                  |
| 2018年 | 01月11日 | 2:21 - 2:51 | お仕事参観日!                                             | 横澤夏子、池田一真（しずる）、久住小春、ヒデ（ペナルティ）、Aマッソ、庄司智春（品川庄司）                                                    | 横澤夏子、池田一真（しずる）、久住小春、ヒデ（ペナルティ）、Aマッソ、庄司智春（品川庄司）                                                    |
| 2018年 | 01月18日 | 2:21 - 2:51 | お仕事参観日!                                             | 横澤夏子、池田一真（しずる）、久住小春、ヒデ（ペナルティ）、Aマッソ、庄司智春（品川庄司）                                                    | 横澤夏子、池田一真（しずる）、久住小春、ヒデ（ペナルティ）、Aマッソ、庄司智春（品川庄司）                                                    |
| 2018年 | 01月25日 | 2:36 - 3:06 | あの頃どうかしてました                                    | 小籔千豊、朝比奈彩、山名裕子、小峠英二（バイきんぐ）、小田祐一郎（だーりんず）、 スーパー3助（にゃんこスター）、犬山紙子、吉木りさ、木村綾子 | 小籔千豊、朝比奈彩、山名裕子、小峠英二（バイきんぐ）、小田祐一郎（だーりんず）、 スーパー3助（にゃんこスター）、犬山紙子、吉木りさ、木村綾子 |
| 2018年 | 02月01日 | 2:41 - 3:11 | あの頃どうかしてました                                    | 小籔千豊、朝比奈彩、山名裕子、小峠英二（バイきんぐ）、小田祐一郎（だーりんず）、 スーパー3助（にゃんこスター）、犬山紙子、吉木りさ、木村綾子 | 小籔千豊、朝比奈彩、山名裕子、小峠英二（バイきんぐ）、小田祐一郎（だーりんず）、 スーパー3助（にゃんこスター）、犬山紙子、吉木りさ、木村綾子 |
| 2018年 | 02月08日 | 2:36 - 3:06 | マネーの成功グラフ\                                       | 竹内由恵（テレビ朝日アナウンサー）、岸博幸、博多大吉（博多華丸・大吉）                                                                       | 竹内由恵（テレビ朝日アナウンサー）、岸博幸、博多大吉（博多華丸・大吉）                                                                       |
| 2018年 | 02月15日 | 2:31 - 3:01 | マネーの成功グラフ\                                       | 竹内由恵（テレビ朝日アナウンサー）、岸博幸、博多大吉（博多華丸・大吉）                                                                       | 竹内由恵（テレビ朝日アナウンサー）、岸博幸、博多大吉（博多華丸・大吉）                                                                       |
| 2018年 | 02月22日 | 2:31 - 3:01 | プレゼントＸ ～アノ人からのいただき物語～                 | 千賀健永（Kis-My-Ft2）、中川翔子、橋本マナミ、花田虎上、澤部佑（ハライチ）、岡副麻希、野上慎平（テレビ朝日アナウンサー）                     | 千賀健永（Kis-My-Ft2）、中川翔子、橋本マナミ、花田虎上、澤部佑（ハライチ）、岡副麻希、野上慎平（テレビ朝日アナウンサー）                     |
| 2018年 | 03月01日 | 2:21 - 2:51 | プレゼントＸ ～アノ人からのいただき物語～                 | 千賀健永（Kis-My-Ft2）、中川翔子、橋本マナミ、花田虎上、澤部佑（ハライチ）、岡副麻希、野上慎平（テレビ朝日アナウンサー）                     | 千賀健永（Kis-My-Ft2）、中川翔子、橋本マナミ、花田虎上、澤部佑（ハライチ）、岡副麻希、野上慎平（テレビ朝日アナウンサー）                     |
| 2018年 | 03月08日 | 2:25 - 2:55 | 30年前と変わらない景色                                    | 柳沢慎吾、石神澪、井上咲楽 | 柳沢慎吾、石神澪、井上咲楽 |
| 2018年 | 03月15日 | 2:40 - 3:10 | 30年前と変わらない景色                                    | 柳沢慎吾、石神澪、井上咲楽 | 柳沢慎吾、石神澪、井上咲楽 |
| 2018年 | 03月22日 | 2:51 - 3:21 | #笑う140字                                                | バカリズム、弘中綾香（テレビ朝日アナウンサー）、森川夕貴（テレビ朝日アナウンサー）                                                           | バカリズム、弘中綾香（テレビ朝日アナウンサー）、森川夕貴（テレビ朝日アナウンサー）                                                           |
| 2018年 | 03月29日 | 2:25 - 2:55 | #笑う140字                                                | バカリズム、弘中綾香（テレビ朝日アナウンサー）、森川夕貴（テレビ朝日アナウンサー）                                                           | バカリズム、弘中綾香（テレビ朝日アナウンサー）、森川夕貴（テレビ朝日アナウンサー）                                                           |
| 2018年 | 04月05日 | 2:21 - 2:51 | あの頃どうかしてました                                    | 小籔千豊、朝比奈彩、内藤大助、祥子、虻川美穂子（北陽）、板倉俊之（インパルス）、岡井千聖、とにかく明るい安村、仲村瑠璃亜                     | 小籔千豊、朝比奈彩、内藤大助、祥子、虻川美穂子（北陽）、板倉俊之（インパルス）、岡井千聖、とにかく明るい安村、仲村瑠璃亜                     |
| 2018年 | 04月12日 | 2:40 - 3:10 | あの頃どうかしてました                                    | 小籔千豊、朝比奈彩、内藤大助、祥子、虻川美穂子（北陽）、板倉俊之（インパルス）、岡井千聖、とにかく明るい安村、仲村瑠璃亜                     | 小籔千豊、朝比奈彩、内藤大助、祥子、虻川美穂子（北陽）、板倉俊之（インパルス）、岡井千聖、とにかく明るい安村、仲村瑠璃亜                     |
| 2018年 | 04月19日 | 2:25 - 2:55 | みんなのスゴイ超えちゃいました                            | ピエール瀧、千原ジュニア | ピエール瀧、千原ジュニア |
| 2018年 | 04月26日 | 2:25 - 2:55 | みんなのスゴイ超えちゃいました                            | ピエール瀧、千原ジュニア | ピエール瀧、千原ジュニア |
| 2018年 | 05月03日 | 2:26 - 2:56 | 100まで生きるつもりです                                   | 大竹一樹 (さまぁ〜ず)、ユースケ・サンタマリア、堂真理子(テレビ朝日アナウンサー)                                                              | 大竹一樹 (さまぁ〜ず)、ユースケ・サンタマリア、堂真理子(テレビ朝日アナウンサー)                                                              |
| 2018年 | 05月10日 | 2:21 - 2:51 | 100まで生きるつもりです                                   | 大竹一樹 (さまぁ〜ず)、ユースケ・サンタマリア、堂真理子(テレビ朝日アナウンサー)                                                              | 大竹一樹 (さまぁ〜ず)、ユースケ・サンタマリア、堂真理子(テレビ朝日アナウンサー)                                                              |
| 2018年 | 05月17日 | 2:21 - 2:51 | 8トピック                                                 | 宮川俊二、阿曽山大噴火、照英、ダイアナ・エクストラバガンザ、miyako、森田勉、飯間浩明、井沢元彦、碑文谷創、古川洋平、安冨歩                   | 宮川俊二、阿曽山大噴火、照英、ダイアナ・エクストラバガンザ、miyako、森田勉、飯間浩明、井沢元彦、碑文谷創、古川洋平、安冨歩                   |
| 2018年 | 05月24日 | 2:21 - 2:51 | 8トピック                                                 | 宮川俊二、阿曽山大噴火、照英、ダイアナ・エクストラバガンザ、miyako、森田勉、飯間浩明、井沢元彦、碑文谷創、古川洋平、安冨歩                   | 宮川俊二、阿曽山大噴火、照英、ダイアナ・エクストラバガンザ、miyako、森田勉、飯間浩明、井沢元彦、碑文谷創、古川洋平、安冨歩                   |
| 2018年 | 05月31日 | 2:51 - 3:21 | THE SAME NAME GAME                                        | 高橋茂雄（サバンナ）、藤井隆、下平さやか（テレビ朝日アナウンサー）                                                                           | 高橋茂雄（サバンナ）、藤井隆、下平さやか（テレビ朝日アナウンサー）                                                                           |
| 2018年 | 06月07日 | 2:41 - 3:11 | THE SAME NAME GAME                                        | 高橋茂雄（サバンナ）、藤井隆、下平さやか（テレビ朝日アナウンサー）                                                                           | 高橋茂雄（サバンナ）、藤井隆、下平さやか（テレビ朝日アナウンサー）                                                                           |
| 2018年 | 06月14日 | 2:41 - 3:11 | 噂の○○さんに密着するけど質問ある!? ～国民が聞きたい事～   | ハライチ、森葉子（テレビ朝日アナウンサー）                                                                                                   | ハライチ、森葉子（テレビ朝日アナウンサー）                                                                                                   |
| 2018年 | 06月21日 | 2:21 - 2:51 | 噂の○○さんに密着するけど質問ある!? ～国民が聞きたい事～   | ハライチ、森葉子（テレビ朝日アナウンサー）                                                                                                   | ハライチ、森葉子（テレビ朝日アナウンサー）                                                                                                   |
| 2018年 | 06月28日 | 2:26 - 2:56 | これ書いたの…誰ですか?                                    | 山崎弘也（アンタッチャブル）、武井壮、みちょぱ、大木優紀（テレビ朝日アナウンサー）                                                           | 山崎弘也（アンタッチャブル）、武井壮、みちょぱ、大木優紀（テレビ朝日アナウンサー）                                                           |
| 2018年 | 07月05日 | 2:26 - 2:56 | これ書いたの…誰ですか?                                    | 山崎弘也（アンタッチャブル）、武井壮、みちょぱ、大木優紀（テレビ朝日アナウンサー）                                                           | 山崎弘也（アンタッチャブル）、武井壮、みちょぱ、大木優紀（テレビ朝日アナウンサー）                                                           |
| 2018年 | 07月19日 | 2:40 - 3:10 | いつからこうなった?                                       | 劇団ひとり、佐藤栞里 | 劇団ひとり、佐藤栞里 |
| 2018年 | 07月26日 | 2:45 - 3:15 | いつからこうなった?                                       | 劇団ひとり、佐藤栞里 | 劇団ひとり、佐藤栞里 |
| 2018年 | 08月02日 | 2:25 - 2:55 | 日本のくすぐり方                                          | ジャルジャル、さらば青春の光 | ジャルジャル、さらば青春の光 |
| 2018年 | 08月09日 | 2:55 - 3:25 | 日本のくすぐり方                                          | ジャルジャル、さらば青春の光 | ジャルジャル、さらば青春の光 |
| 2018年 | 08月16日 | 2:55 - 3:25 | ギャル、田舎を救う                                        | みちょぱ、れいぽよ（土屋怜菜）、ちぴたん（石川千裕）、ほのばび（浪花ほのか）、泉谷しげる                                                     | みちょぱ、れいぽよ（土屋怜菜）、ちぴたん（石川千裕）、ほのばび（浪花ほのか）、泉谷しげる                                                     |
| 2018年 | 08月23日 | 2:25 - 2:55 | ギャル、田舎を救う                                        | みちょぱ、れいぽよ（土屋怜菜）、ちぴたん（石川千裕）、ほのばび（浪花ほのか）、泉谷しげる                                                     | みちょぱ、れいぽよ（土屋怜菜）、ちぴたん（石川千裕）、ほのばび（浪花ほのか）、泉谷しげる                                                     |
| 2018年 | 08月30日 | 2:21 - 2:51 | アレがダメならどうするの?                                 | | |
| 2018年 | 09月06日 | 2:21 - 2:51 | アレがダメならどうするの?                                 | | |
| 2018年 | 09月13日 | 2:40 - 3:10 | 下には下がいた ～どん底から脱出する術を学ぶ～             | カンニング竹山、光浦靖子（オアシズ）、川島明（麒麟）                                                                                         | カンニング竹山、光浦靖子（オアシズ）、川島明（麒麟）                                                                                         |
| 2018年 | 09月20日 | 2:21 - 2:51 | 下には下がいた ～どん底から脱出する術を学ぶ～             | カンニング竹山、光浦靖子（オアシズ）、川島明（麒麟）                                                                                         | カンニング竹山、光浦靖子（オアシズ）、川島明（麒麟）                                                                                         |
| 2018年 | 09月27日 | 2:21 - 2:51 | いつからこうなった?                                       | 劇団ひとり、佐藤栞里 | 劇団ひとり、佐藤栞里 |
| 2018年 | 10月04日 | 2:24 - 2:54 | いつからこうなった?                                       | 劇団ひとり、佐藤栞里 | 劇団ひとり、佐藤栞里 |
| 2018年 | 10月11日 | 2:24 - 2:54 | 取扱注意人物                                              | ココリコ、朝日奈央 | ココリコ、朝日奈央 |
| 2018年 | 10月18日 | 2:54 - 3:24 | 取扱注意人物                                              | ココリコ、朝日奈央 | ココリコ、朝日奈央 |
| 2018年 | 10月25日 | 2:43 - 3:13 | 婚活SOS! だからあなたは結婚できない!? 駆け込み結婚相談所  | 川島明（麒麟）、犬山紙子、森川友義、川上あきこ                                                                                               | 川島明（麒麟）、犬山紙子、森川友義、川上あきこ                                                                                               |
| 2018年 | 11月01日 | 2:24 - 2:54 | 婚活SOS! だからあなたは結婚できない!? 駆け込み結婚相談所  | 川島明（麒麟）、犬山紙子、森川友義、川上あきこ                                                                                               | 川島明（麒麟）、犬山紙子、森川友義、川上あきこ                                                                                               |
| 2018年 | 11月08日 | 2:24 - 2:54 | GOMI IS MONEY                                             | ノブ（千鳥）、誠子（尼神インター）、弘中綾香（テレビ朝日アナウンサー）                                                                       | ノブ（千鳥）、誠子（尼神インター）、弘中綾香（テレビ朝日アナウンサー）                                                                       |
| 2018年 | 11月15日 | 2:28 - 2:58 | GOMI IS MONEY                                             | ノブ（千鳥）、誠子（尼神インター）、弘中綾香（テレビ朝日アナウンサー）                                                                       | ノブ（千鳥）、誠子（尼神インター）、弘中綾香（テレビ朝日アナウンサー）                                                                       |
| 2018年 | 11月22日 | 2:24 - 2:54 | Dデジでお邪魔します!                                      | 劇団ひとり、吉村崇（平成ノブシコブシ）、花崎阿弓                                                                                             | 劇団ひとり、吉村崇（平成ノブシコブシ）、花崎阿弓                                                                                             |
| 2018年 | 11月29日 | 2:24 - 2:54 | Dデジでお邪魔します!                                      | 劇団ひとり、吉村崇（平成ノブシコブシ）、花崎阿弓                                                                                             | 劇団ひとり、吉村崇（平成ノブシコブシ）、花崎阿弓                                                                                             |
| 2018年 | 12月06日 | 2:28 - 2:58 | あなたの動画、売りませんか?                               | 川島明（麒麟）、久冨慶子（テレビ朝日アナウンサー）                                                                                           | 川島明（麒麟）、久冨慶子（テレビ朝日アナウンサー）                                                                                           |
| 2018年 | 12月13日 | 2:24 - 2:54 | あなたの動画、売りませんか?                               | 川島明（麒麟）、久冨慶子（テレビ朝日アナウンサー）                                                                                           | 川島明（麒麟）、久冨慶子（テレビ朝日アナウンサー）                                                                                           |
| 2018年 | 12月20日 | 2:24 - 2:54 | 経験して初めて分かった事を 言うテレビ この場を借りて一言! | 井戸田潤（スピードワゴン） | 川島明（麒麟）、井上和香、矢島悠子（テレビ朝日アナウンサー）                                                                                 |
| 2019年 | 01月10日 | 2:28 - 2:58 | 経験して初めて分かった事を 言うテレビ この場を借りて一言! | 竹若元博（バッファロー吾郎） | 川島明（麒麟）、井上和香、矢島悠子（テレビ朝日アナウンサー）                                                                                 |
| 2019年 | 01月17日 | 2:24 - 2:54 | 来ちゃった                                                | 徳井義実（チュートリアル）、並木万里菜（テレビ朝日アナウンサー）                                                                             | 徳井義実（チュートリアル）、並木万里菜（テレビ朝日アナウンサー）                                                                             |
| 2019年 | 01月24日 | 2:24 - 2:54 | 来ちゃった                                                | 徳井義実（チュートリアル）、並木万里菜（テレビ朝日アナウンサー）                                                                             | 徳井義実（チュートリアル）、並木万里菜（テレビ朝日アナウンサー）                                                                             |
| 2019年 | 01月31日 | 2:28 - 2:58 | 華麗なる一族の異端児                                      | チョコレートプラネット、藤井サチ | チョコレートプラネット、藤井サチ |
| 2019年 | 02月07日 | 2:24 - 2:54 | 華麗なる一族の異端児                                      | チョコレートプラネット、藤井サチ | チョコレートプラネット、藤井サチ |
| 2019年 | 02月14日 | 2:29 - 2:59 | エレベーターピッチ!                                       | 伊集院光、岸博幸、西野未姫 | 伊集院光、岸博幸、西野未姫 |
| 2019年 | 02月21日 | 2:24 - 2:54 | エレベーターピッチ!                                       | 伊集院光、岸博幸、西野未姫 | 伊集院光、岸博幸、西野未姫 |
| 2019年 | 02月28日 | 2:24 - 2:54 | あの人が「いいね」した一般人                              | 吉村崇（平成ノブシコブシ）、青山テルマ | 吉村崇（平成ノブシコブシ）、青山テルマ |
| 2019年 | 03月07日 | 2:24 - 2:54 | あの人が「いいね」した一般人                              | 吉村崇（平成ノブシコブシ）、青山テルマ | 吉村崇（平成ノブシコブシ）、青山テルマ |
| 2019年 | 03月14日 | 2:24 - 2:54 | 枯れ専ですが、何か問題でも?                               | 飯塚悟志（東京03）、久冨慶子（テレビ朝日アナウンサー）、今野杏南、なかむらるみ                                                               | 飯塚悟志（東京03）、久冨慶子（テレビ朝日アナウンサー）、今野杏南、なかむらるみ                                                               |
| 2019年 | 03月21日 | 2:43 - 3:13 | 枯れ専ですが、何か問題でも?                               | 飯塚悟志（東京03）、久冨慶子（テレビ朝日アナウンサー）、今野杏南、なかむらるみ                                                               | 飯塚悟志（東京03）、久冨慶子（テレビ朝日アナウンサー）、今野杏南、なかむらるみ                                                               |

## レギュラー化された番組
- マネーの成功グラフ\（『爆問ファンド マネーの成功グラフ¥』のタイトルで2018年4月3日より10月2日まで火曜0:15 - 0:45（月曜深夜）にて放送）
- 100まで生きるつもりです（『オータケ・サンタマリアの100まで生きるつもりです』のタイトルで2018年10月9日より火曜0:20 - 0:50（月曜深夜）にて放送）
- 取扱注意人物（単発特番で放送後、『ヤバイかスゴイか カミヒトエ!』のタイトルで2019年4月4日より木曜1:59 - 2:24（水曜深夜）にて放送）

## 別枠で単発特番化された番組
- 日本人だけが知らない!?NIPPONのニュース（2017年12月30日23:40 - 翌0:40、2018年1月13日18:56 - 20:54[8]）その後「お願い!ランキング」内のコーナーとしてレギュラー化。
- 世界はたった6人でつながる（2018年1月4日23:20 - 翌0:15）
- 開封!プレゼントX（2018年4月28日14:55 - 16:25）
- 100まで生きるつもりです（2018年6月29日23:20 - 翌0:20）
- どうしてこうなった?（2018年12月30日13:30 - 15:00）
- 議事録まとめました。（2019年1月1日23:25 - 翌0:25）
- 婚活SOS!だからあなたは結婚できない!?駆け込み結婚相談所（2019年1月4日0:20 - 1:20、2019年3月16日23:15 - 翌0:05）
- GOMI IS MONEY（2019年1月26日14:55 - 16:25）